# Eustala monticola
Eustala monticola är en spindelart som beskrevs av Chamberlin 1916. Eustala monticola ingår i släktet Eustala och familjen hjulspindlar.
Artens utbredningsområde är Peru. Inga underarter finns listade i Catalogue of Life.